# Попов, Михаил Александрович
Михаил Александрович Попов — советский металлург, Герой Социалистического Труда.

## Биография
Родился в 1931 году в деревне Покровка. Член КПСС.
В 1944—1991 гг. — ученик электрика на механическом заводе, подсобный рабочий в Игарке, плавильщик на медном заводе Балхашского горно-металлургического комбината, старший плавильщик медного завода Норильского горно-металлургического комбината имени А. П. Завенягина Министерства цветной металлургии СССР.
Указом Президиума Верховного Совета СССР от 30 марта 1971 года присвоено звание Героя Социалистического Труда с вручением ордена Ленина и золотой медали «Серп и Молот».
Избирался депутатом Верховного Совета РСФСР 10-го созыва.
Жил в Норильске.